# Ракувек (Підляське воєводство)
Ракувек (пол. Rakówek) — село в Польщі, у гміні Пшеросль Сувальського повіту Підляського воєводства.
Населення — 165 осіб (2011).
У 1975-1998 роках село належало до Сувальського воєводства.

## Демографія
Демографічна структура станом на 31 березня 2011 року:
|          | Загалом | Допрацездатний вік | Працездатний вік | Постпрацездатний вік |
| -------- | ------- | ------------------ | ---------------- | -------------------- |
| Чоловіки | 90      | 18                 | 58               | 14                   |
| Жінки    | 75      | 22                 | 37               | 16                   |
| Разом    | 165     | 40                 | 95               | 30                   |